# 浜西泰人

2021年 撮影

浜西 泰人（はまにし やすと、1959年 - ）は、日本の実業家・金融アドバイザー。みずほ証券で投資銀行業務を担当し、2017年に専務執行役員、2021年に副社長執行役員を務めた。

## 略歴
1984年、日本興業銀行（現・みずほ銀行）に入行。  
2012年、みずほ証券の執行役員、2015年に同社およびみずほフィナンシャルグループの常務執行役員。  
2017年、みずほ証券 専務執行役員に就任。  
2019年、みずほ証券は Perella Weinberg Partners とクロスボーダーM&Aに関する業務提携を発表し、当時のグローバル投資銀行責任者として浜西のコメントが公表された。同年、EMEA投資銀行部門の人事に関する外部報道では、同部門トップが浜西（当時 Head of Global Investment Banking）にレポートするとされた。  
2021年、副社長執行役員に就任。  
2022年4月、みずほ証券 理事に就任し、同年6月末に退任。

## 退任後の活動
2022年7月、シンプレクス・ホールディングスの社外取締役（監査等委員）に就任。  
同年11月、Axil Capital Advisors のエグゼクティブ・アドバイザーに就任。  
2023年4月以降、ストラテジーアドバイザーズのエグゼクティブ・アドバイザー。

## 講演
- 2019年3月、朝日新聞社「SDGsで未来を拓く」に登壇（SDGs債と企業価値について講演）[9]

- 2020年2月、日本経済新聞社主催「ESG進化のチャレンジ2020」に登壇 [10]。
- 2021年8月、京都大学経営管理大学院主催シンポジウム「脱炭素化社会への世界の潮流と“グリーン成長戦略”を考える」に登壇 [11]。